# Пушков Микола Вікторович
Микола Вікторович Пушков (рос. Николай Викторович Пушков; нар. 28 листопада 1946, Тамбов) – російський шахіст, і суддя міжнародного класу (Міжнародний арбітр від 1998 року), гросмейстер від 1994 року.

## Шахова кар'єра
Досягнув кількох успіхів на міжнародних турнірах, зокрема тричі в Орлі (посів 1-ше місце у 1992, 1995 та 2001 роках, поділив 1-2 місце в 1998 році). 2002 року переміг в Азові, у 2003 році – в Луганську і Кам'янську, а 2009 року – в Рубіжному.
Найбільших успіхів досягнув у категорії "ветерани" (шахістів старших 60 років), виборовши дві медалі чемпіонату Європи: золоту (Каунас 2012) і бронзову (Пловдив 2013). Також багаторазовий призером командного чемпіонату Європи в цій віковій категорії (зокрема тричі золотий у роках 2009, 2011, 2012).
Найвищий рейтинг Ело в кар'єрі мав станом на 1 жовтня 2000 року, досягнувши 2562 очок займав тоді 40-ве місце серед російських шахістів.

## Зміни рейтингу
| На цьому місці має відображатися графік чи діаграма, однак з технічних причин його відображення наразі вимкнено. Будь ласка, не видаляйте код, який викликає це повідомлення. Розробники вже працюють для того, щоби відновити штатне функціонування цього графіка або діаграми. | |
| | На цьому місці має відображатися графік чи діаграма, однак з технічних причин його відображення наразі вимкнено. Будь ласка, не видаляйте код, який викликає це повідомлення. Розробники вже працюють для того, щоби відновити штатне функціонування цього графіка або діаграми. |